# Ischnophanes
Ischnophanes là một chi bướm đêm thuộc họ Coleophoridae.